# Kõrvemaa
Kõrvemaa este o arie protejată (arie specială de conservare — SAC, sit de importanță comunitară — SCI) din Estonia întinsă pe o suprafață de 20.653,4 ha, integral pe uscat.

## Localizare
Centrul sitului Kõrvemaa este situat la coordonatele 59°09′51″N 25°32′57″E / 59.1641°N 25.5493°E.

## Înființare
Situl Kõrvemaa a fost declarat sit de importanță comunitară în aprilie 2004 pentru a proteja 4 specii de plante și 1 specie de animale. Situl a fost protejat și ca arie specială de conservare în mai 2004.

## Biodiversitate
Situată în ecoregiunea boreală, aria protejată conține 15 habitate naturale: Ape oligotrofe din câmpii nisipoase, cu un conținut foarte redus de minerale (Littorelletalia uniflorae), Ape puternic oligomezotrofe cu vegetație bentonică cu Chara spp., Lacuri și iazuri distrofice naturale, Pajiști fino-scandinave uscate până la mezice, bogate în specii de altitudine mică, Pajiști aluvionare boreale nordice, Turbării active, Mlaștini turboase de tranziție și turbării mișcătoare, Depresiuni pe substraturi de turbă de Rhynchosporion, Izvoare fino-scandinave și mlaștini produse de izvoare bogate în minerale, Izvoare petrifiante cu formare de travertin (Cratoneurion), Taiga vestică, Păduri caducifoliate bătrâne naturale hemiboreale fino-scandinave (Quercus, Tilia, Acer, Fraxinus sau Ulmus) bogate în specii epifite, Păduri fino-scandinave bogate în ierburi cu Picea abies, Păduri caducifoliate de mlaștină fino-scandinave, Mlaștini împădurite.
La baza desemnării sitului se află mai multe specii protejate:
- plante (4): papucul doamnei (Cypripedium calceolus), dedițelul (Pulsatilla patens), Saussurea alpina subsp. esthonica, ochii-șoricelului (Saxifraga hirculus)
- nevertebrate (1): Graphoderus bilineatus

Pe lângă speciile protejate, pe teritoriul sitului au mai fost identificate 15 specii de plante, 1 specie de păsări, 1 specie de amfibieni.